# Буньков, Юрий Михайлович
Ю́рий Миха́йлович Бунько́в (р. 29 августа 1950, Ставрополь) — советский, российский и французский физик-экспериментатор. Доктор физико-математических наук (1985).

## Биография
Родился в Ставрополе в семье геологов. Окончил физико-математическую школу № 2 Москвы, в 1968 году стал победителем городской физической олимпиады. Окончил Московский физико-технический институт.
Кандидат физико-математических наук (1974). Доктор физико-математических наук (1985; тема диссертации — «Исследование сверхтекучих фаз Не3 методами ЯМР»).
В 1974—1995 годах — в Институте физических проблем им. П. Л. Капицы РАН: научный сотрудник (с 1974), старший научный сотрудник (с 1979), ведущий научный сотрудник (с 1986). Группой Бунькова, в которую входили аспиранты (первоначально — студенты) В. Дмитриев и Ю. Мухарский под общим руководством В.-А. Боровика-Романова был создан криостат ядерного размагничивания (1980—1984), а затем открыта и исследована спиновая сверхтекучесть в сверхтекучем 3He-В; объяснение явления было дано И. Фоминым (1984—1988).
В 1989—1995 годах участвовал в экспериментах в Ланкастерском университете. Преподавал: в МФТИ (1983—1987), приглашённый профессор в Университете Жозефа Фурье в Гренобле (1992—1995).
С 1995—2018 годах в Центре исследований при сверхнизких температурах Института Нееля в Гренобле. С 2008 года одновременно — профессор кафедры квантовой электроники и радиоспектроскопии физического факультета Казанского федерального университета, где занимается исследованиями по теме «Поиск магнитной сверхтекучести в магнетиках (теоретические и экспериментальные аспекты)».
С 2019 года — в Российском Квантовом центре — главным научным сотрудником, зав. лабораторией квантовой магноники с 2021 года. исследования магнонной Бозе конденсации в плёнках. ЖИГ.

## Премии
- Государственная премия России (1993), «за цикл работ по обнаружению и исследованию магнитной сверхтекучести» — совместно с В.-А. Боровиком-Романовым, В. Дмитриевым, Ю. Мухарским, И. Фоминым.[5]
- Премия Фрица Лондона (2008), «за открытие и объяснение фазово когерентной спиновой прецессии и спиновой сверхтекучести в 3He-В» — совместно с В. Дмитриевым и И. Фоминым.[6]